# Barnim VIII.

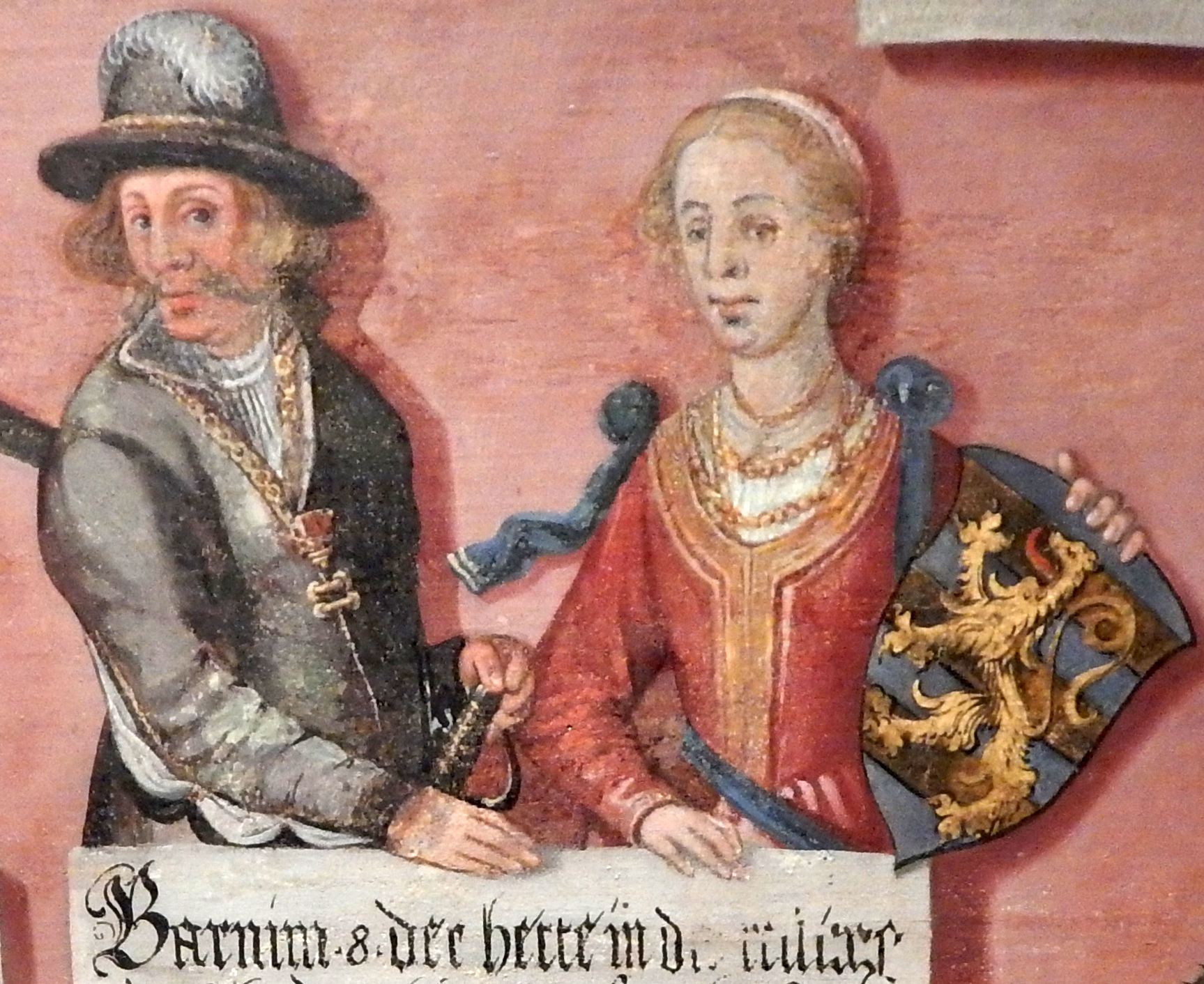
Barnim VIII. mit seiner Frau Anna von Wunstorf, aus dem Bilderstammbaum der Greifen von Cornelius Krommeny (1598).

Barnim VIII. (* zwischen 1405 und 1407; † zwischen 15. und 19. Dezember 1451) war Herzog von Pommern-Wolgast-Barth.

## Leben
Barnim VIII. war der Sohn des Herzogs Wartislaw VIII. von Pommern-Wolgast. Nach dem Tod des Vaters 1415 hatte zunächst dessen Witwe Agnes von Sachsen-Lauenburg die Vormundschaft über ihre Söhne Barnim VIII. und Swantibor II. sowie über die Söhne ihres Schwagers Barnim VI., Wartislaw IX. und Barnim VII. inne. Agnes stand dabei ein Regentschaftsrat unter Kord Bonow zur Seite. Mit Erreichen der Volljährigkeit aller Thronerben erfolgte 1425 eine Landesteilung im Herzogtum Pommern-Wolgast. Dabei erhielten Barnim VIII. und Swantibor das Herzogtum Barth.
Barnim beteiligte sich am Dänisch-Hanseatischen Krieg. Im Jahre 1427 führte er auf der Seite des entfernt mit ihm verwandten dänischen Königs Erich von Pommern die dänisch-schwedische Flotte, die der hanseatischen Flotte in der Seeschlacht im Öresund eine schwere Niederlage beibrachte. Danach kaperte er einen Konvoi hanseatischer Handelsschiffe, der in die Ostsee einlaufen wollte.
Barnim beteiligte sich auch an Ritterturnieren, wobei er 1434 von dem Stralsunder Ratsherren und späteren Bürgermeister Arnd Voth vom Pferd gestoßen wurde.
Barnim und Swantibor teilten ihr Herzogtum 1435 noch einmal, wobei Barnim den festländischen Teil außer der Stadt Stralsund erhielt. Nach dem Tod Swantibors 1440 fiel die Insel Rügen wieder an ihn zurück. 1441 erwarb er den Zingst vom Kloster Hiddensee. Mit Einverständnis seiner Vettern verpfändete er später seiner Nichte Katharine von Werle die Länder Barth, Zingst und Damgarten für 20.000 Gulden. 1445 verteidigte er gemeinsam mit Barnim VII. die Stadt Pasewalk gegen den Kurfürsten Friedrich II. von Brandenburg.
Barnim VIII. starb an der Pest und wurde im Kloster Neuenkamp beigesetzt.
Er war mit Anna von Wunstorf verheiratet. Mit ihr hatte er die Tochter Agnes (1434–1512), die 1449 Friedrich (III.) von Brandenburg, den Fetten, und 1478 Georg II. von Anhalt heiratete.